# Chloractis
Chloractis là một chi bướm đêm thuộc họ Geometridae.

## Các loài
- Chloractis pulcherrima (Butler, 1881)